# Kateřina Netolická
Kateřina Netolická (* 1. November 1988 in Most; † vor oder am 9. November 2014 in Litvínov, Tschechien) war ein tschechisches Fotomodel und Kickboxerin in der Kategorie K-1.

## Leben
Netolická war seit 2004 international als Model tätig, unter anderem als Covergirl für die Zeitschriften Elle und Harper’s Bazaar. Zuletzt stand sie unter anderem für Prada, H&M und L’Oréal unter Vertrag.
Im Oktober 2014 wurde sie tschechische Meisterin im Kickboxen.
Seit 2009 war Netolická mit dem Profi-Eishockeyspieler Jakub Petružálek liiert, mit dem sie in Litvínov lebte. Am 9. November 2014 wurde sie leblos in der Badewanne ihrer Wohnung aufgefunden. Ausweislich des Obduktionsberichtes starb sie mit hoher Wahrscheinlichkeit eines natürlichen Todes an Herzversagen.